# Varnița (przystanek kolejowy)
Varnița – przystanek kolejowy w miejscowości Varnița, w rejonie Anenii Noi, w Mołdawii. Położony jest na linii Bendery – Kiszyniów.